# تجاور (كيمياء)

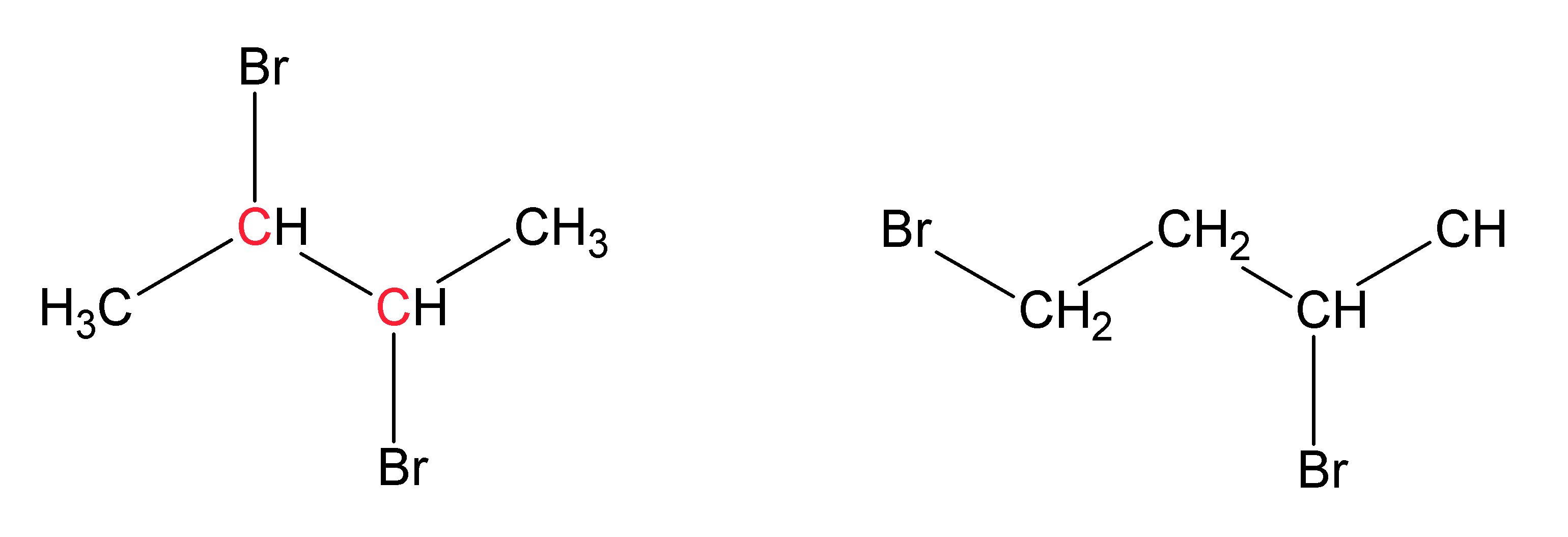

في الكيمياء التجاور يعنى تواجد مجموعتان فعالتان مرتبطتان مع ذرتى كربون متجاورتين. فمثلا الجزيء 3,2-دايبرومو بيوتان به ذرتين بروم متجاورتان، بينما لا يوجد ذلك في 3,1-دايبرومو بيوتان.
ومثل المفاهيم الأخرى مثل سين، أنتي، إيكسو فإن المصطلح «مجاور» يساعد في توضيح تعلق أجزاء الجزيء ببعضها البعض بنائيا أو فراغيا. وغالبا ما يستخدم المصطلح مجاور للجزيئات التي بها مجموعات فعالة «متطابقة». كما يمكن استخدام المصطلح أيضا للمستبدلات في الحلقات الأروماتية.